# Órbita (sistema de televisión por satélite)
Órbita (en ruso: Орбита) es un antiguo sistema soviético y posteriormente ruso destinado a la transmisión de señales televisivas a larga distancia vía satélite. El mismo es considerado como la primera red o cadena nacional de televisión satelital.

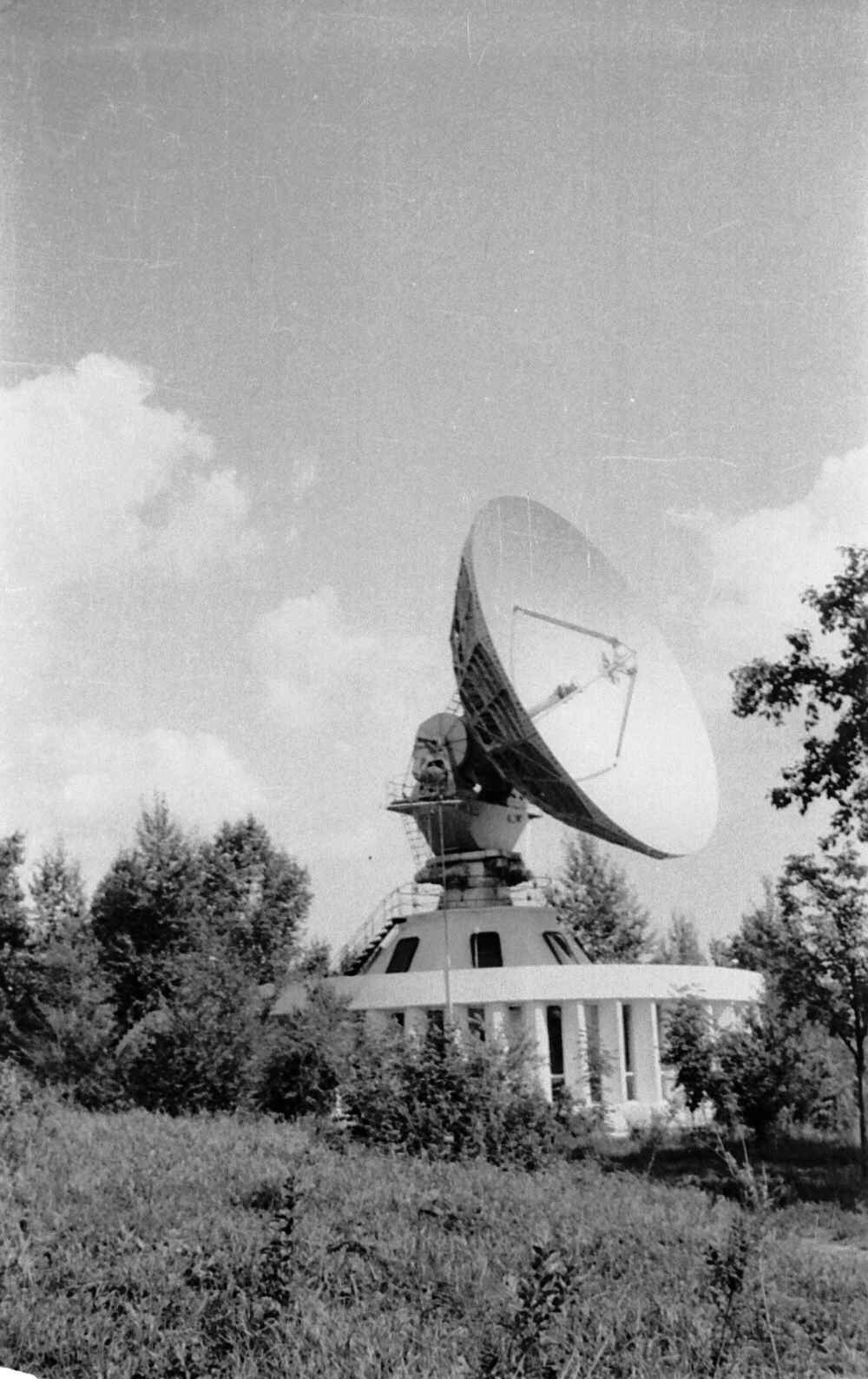
Estación terrestre receptora de señales televisivas del entonces sistema de TV satelital soviético Órbita, localizada en la ciudad siberiana de Jabárovsk (Habárovsk) en el verano boreal de 1977.

El propia sistema Órbita está basado en satélites de comunicaciones que se encuentran en órbitas altamente elípticas, así como también en varias estaciones terrestres dedicadas a la recepción satelital y de transmisión o repetición hacia las señales de televisión propiamente dichas hacia las antenas de televisores en varias áreas locales.
La entrada en funciones completa del sistema satelital Órbita tuvo lugar el 25 de octubre de 1967 cuando estaciones terrestres de recepción que estaban situadas en algunas de las principales ciudades de Siberia y en el entonces Lejano Oriente de la URSS comenzaron a recibir programas televisivos regulares que provenían desde la entonces capital soviética de Moscú a partir de estaciones terrestres emisoras vía una constelación de satélites satélites Mólniya.